# Georg Karl Rohde
Georg Karl Ernst Rohde (* 30. August 1874 in Oldenburg; † 4. März 1959 in Bremen) war ein in Bremen ansässiger Glasmaler.

## Leben
Rohde wurde am 30. August 1874 als Sohn des Magistratsaktuars Christian Wilhelm Rohde in Oldenburg geboren. Dort erlernte er das Malerhandwerk. 1896 war er zusammen mit seinem Freund Heinrich Wilhelm Roß an der Oldenburgischen Kunstgewerbeschule. Nach einer Gesellenzeit bei dem Kirchenmaler Lauterbach in Hannover wandte er sich bald der Glasmalerei zu, die er sich ohne formelle Ausbildung aneignete. 1901 zog er nach Bremen und war hier in der Glaserei von Hinrich Schnaars künstlerisch tätig, erste öffentliche Aufträge stellen sich ein (Glaswand im Ratskeller, 1902), 1903 bewährt er sich bei der Ausmalung zweier Priölken im Bremer Ratskeller. Im gleichen Jahr setzte Franz Schütte die Vergabe der Bremer Domchorfenster an Rohde gegen den Widerstand des Innenarchitekten Hermann Schaper durch. Mit Glasfenstern stattete er auch auf der 3. Deutschen Kunstgewerbeausstellung in Dresden 1905 die Bremer Diele aus. 1906 eröffnete er ein selbständiges Atelier, in dem zeitweise bis zu 16 Mitarbeiter beschäftigt waren. 1906/07 ist er Teilhaber der Firma Ross und Rohde in Wiesbaden. Auf der Weltausstellung Brüssel 1910 soll er ausgezeichnet worden sein. Rohde war Mitglied des Deutschen Werkbundes. 1912 präsentierte er 42 Entwürfe und ausgeführte Glasmalerei im Oldenburger Kunstgewerbemuseum. Später nahm er die in Süddeutschland beheimatete Hinterglasmalerei in sein Technik-Repertoire auf, um farbige Felder stärker differenzieren und auch Schriften in die Fenster einbringen zu können. So schuf er 1918/19 ein Treppenhaus mit Wappenfenstern im Bremer Schütting, dazu weitere Glasfenster in vielen Städten Norddeutschlands, u. a. in Oldenburg in der evangelischen Friedhofskapelle, in der israelitischen Friedhofskapelle und in der Synagoge. Der umfangreiche Bestand seiner ausgeführten Auftragsarbeiten umfasste im Sakralbereich den gesamten norddeutschen Raum zwischen Hamburg und Emden mit südlicher Ausdehnung bis Braunschweig und einem konstanten Schwerpunkt in Bremen, hier auch im öffentlichen Profanbau (Krankenhäuser, Schulen) und im Privatbereich.
Im Februar 1921 gibt er die Wiesbadener Beteiligung auf.
Im Zweiten Weltkrieg wurde das Atelier vollständig zerstört. Nach 1945 richtete Rohde in seinem Bremer Wohnhaus in Dobben noch einmal eine Werkstatt ein, jetzt vor allem zur Restaurierung von Kriegsschäden, auch an eigenen Werken. Um 1950 schuf er gemeinsam mit dem Sohn Werner, Fotograf und späterer Glasmaler in Worpswede, eine zweite Fassung des Bremer Domchorfensters und die Rosette für die Westfassade dieser Kirche. Im Jahr darauf arbeitete der fast Achtzigjährige noch restaurativ für kriegsgeschädigte Sakralbauten im Bremer und Hamburger Raum.

## Bedeutung
Die Glasmalerei, die mit dem Ende des Mittelalters rapide an Bedeutung verloren hatte, gewann erst mit der Neogotik des 19. Jahrhunderts wieder neue Auftraggeber. Viele Werke dieser Epoche waren Umsetzungen von malerischen Entwürfen, die nicht immer Rücksicht auf technische und formale Bedingungen dieser Glaskunst nahmen. Rohde, in dessen Person sich künstlerisches Wollen und handwerkliches Können vereinte, versuchte dagegen, die Eigenarten des Werkstoffs ästhetisch zu nutzen, „den Geist des Mittelalters neu zu beleben“ und „mit farbigem Licht zu malen“, wie zeitgenössische Kritiker rühmten. In seinen stärker stilisierten Werken nach dem Ersten Weltkrieg ist ein Einfluss des Glasmalers Jan Thorn Prikker zu beobachten.

## Werk
In Rohdes Gesamtwerk überwiegen die oft umfangreichen Glasgemälde für norddeutsche Kirchen. Auch öffentliche Gebäude, vor allem in Bremen, wurden von ihm mit Farbfenstern versehen. Gelegentlich übernahm er Aufträge für dekorative Ausmalungen.
Sein Werk im profanen Baubereich zeigten gerade vor dem Ersten Weltkrieg ein weites Spektrum neuer bildnerischer Möglichkeiten der alten Handwerkskunst und seine zeitgemäße Formensprache, die nach 1918 linearer und expressiver wurde. Unter Wahrung des Flächenverbundes weniger Farben setzte er Bleistege als lineares Gerüst strenger und eckiger, schuf kristalline Flächengebilde, aus denen leicht pathetische Figuren erstanden.
Seine kleinformatigen Hinterglasmalereien richteten sich eher an private Erwerber. Viele Glasfenster haben den Zweiten Weltkrieg nicht überstanden. In die folgenden chronologischen Listen sind bevorzugt die noch erhaltenen Fenster aufgenommen.

### Wandmalereien
- zwei Priölken im Bremer Ratskeller (mit H.W.Roß) 1903 (eine erhalten, 2010/11 restauriert, Darstellung des Hl. Urban; die andere wohl wegen eines Heine-Zitats während der Zeit des Nationalsozialismus zerstört oder überdeckt)
- Wildeshausen, Stiftskirche St. Alexander, 1911 (nicht erhalten)
- Bockhorn, St. Cosmas und Damian
- konstruktivistische Raumausstattung der Privatwohnung Bremen, Dobben 58

### Sakralfenster
- Bremen-Vegesack, Stadtkirche, 1903 und 1904
- Oldenburg, Synagoge (1904–1905)
- Wiesbaden, Kurhaus, Wandelhalle, zusammen mit Roß, 1907 (2007 restauriert)
- Wildeshausen, Alexanderkirche, 1909
- Braunschweig, St. Jakobi, 1911
- Bremen-Osterholz, Hauptkapelle des Friedhofs, um 1920
- Oldenburg, Trauerhalle auf dem jüdischen Friedhof Osternburg, 1921
- Lesum, Ev. Pfarrkirche St. Martini, 1930
- Hemeln, ev.- luth. Kirche, 1937
- Bremen, St. Joseph-Stift, Kapelle, 1948
- Bremen, Bremer Dom, Westrose, 1950 und Chorfenster 1951
- Bremen-Grambke, 1954
- Bremen-Oberneuland, 1957

### Profane Glasfenster
- Bremen-Vegesack, ehem. Villa Fritze (Ortsamt), zwei Fenster im Treppenhaus
- Zwei Fenster in der Wandelhalle des Kurhauses in Wiesbaden, 1907 (erhalten ?)
- Brüssel, Weltausstellung 1910, Acht Frauenfiguren für das „Trauzimmer“ im Deutschen Pavillon
- Glasfenster in der Auguste-Viktoria-Schule Flensburg, 1912[1]
- Amtsgericht in Nordenham, 1913
- Bremen, ehem. Biermann-Villa, jetzt Focke-Museum  Bremen, 1913 (?)
- Trauernde, Glasbild, Bleiverglasung, versch. Techniken, Jugendstil (?), signiert: R. u. R. Wiesb., ca. 1913
- Madonna, Glasbild, Bleiverglasung, versch. Techniken, Jugendstil (?), signiert: Rohde, ca. 1913
- Bremen, Haus des Reichs

## Bewertung seines Werkes
In den Monatsheften für Deutsche Kunst und Dekoration (Bd. XXIV von April 1909, S. 34–35) findet sich eine Bewertung der Arbeiten von Georg K. Rohde durch Dr. Carl Schäfer: „Eine der hervorragendsten künstlerischen Kräfte, über die das heutige Bremen verfügt, ist der Glasmaler Georg K. Rohde. Die Zeit, wo man die bunte Pracht der Glasmalerei um ihrer selbst willen liebte, ist vorüber. Der Raumgedanke der Gegenwart verlangt gebieterisch — und mit Recht — dass sich das Fenster einordne in den gesamten Sinn von Wand und Decke; und in diesem Zusammenwirken fügt sich das farbenprunkende, meist sehr anspruchsvolle Glasgemälde der Zeit, wie es um 1890 üblich war, schlechterdings nicht mehr. Seine Anwendung verlangt heute viel mehr taktvolle Vorsicht, seine Farben, sein Material, seine Linien müssen sehr viel stärker aus dem gesamten Organismus der Wand, ihrer Gliederung und Farbenhaltung entwickelt werden. Und dafür gerade hat Rohde eine sichere Begabung an den Tag gelegt. Die als Darstellung der fünf Sinne gedachten Putten, von denen wir drei hier wiedergeben, sind als farbige Mittel(pun)kte in die farblosen Scheiben der hohen Sprossenfenster eingefügt, die vom Speisezimmer des Hauses Strauch nach dem Garten führen. Für die Ratskellerfenster, das aus nächster Nähe und mit Muße betrachtet zu werden bestimmt ist, hat der Künstler lustige alte und neue Motive bald farbig satt, bald nur wie eine vergilbte Handzeichnung wirkend und wie zufällig zwischen die alten Scheiben gesetzt zu einem sehr amüsanten Bilderbogen vereinigt. Sein größter Vorzug — ein Vorzug, der sich freilich aus den Abbildungen kaum erkennen lässt — ist die sparsame und höchst wirkungsvolle Auswahl und Ausnutzung des Materials; mit ganz wenigen Farbtönen doch reiche Wirkungen zu erzielen, die Schönheit und Leuchtkraft des Farbenglases ganz herauszuholen und die festen großen Linien der Bleikonturen in ihrer dekorativen Wirkung zu beherrschen, das ist das Wesentliche dieses vornehmen Materialstils.“